# Lejsta

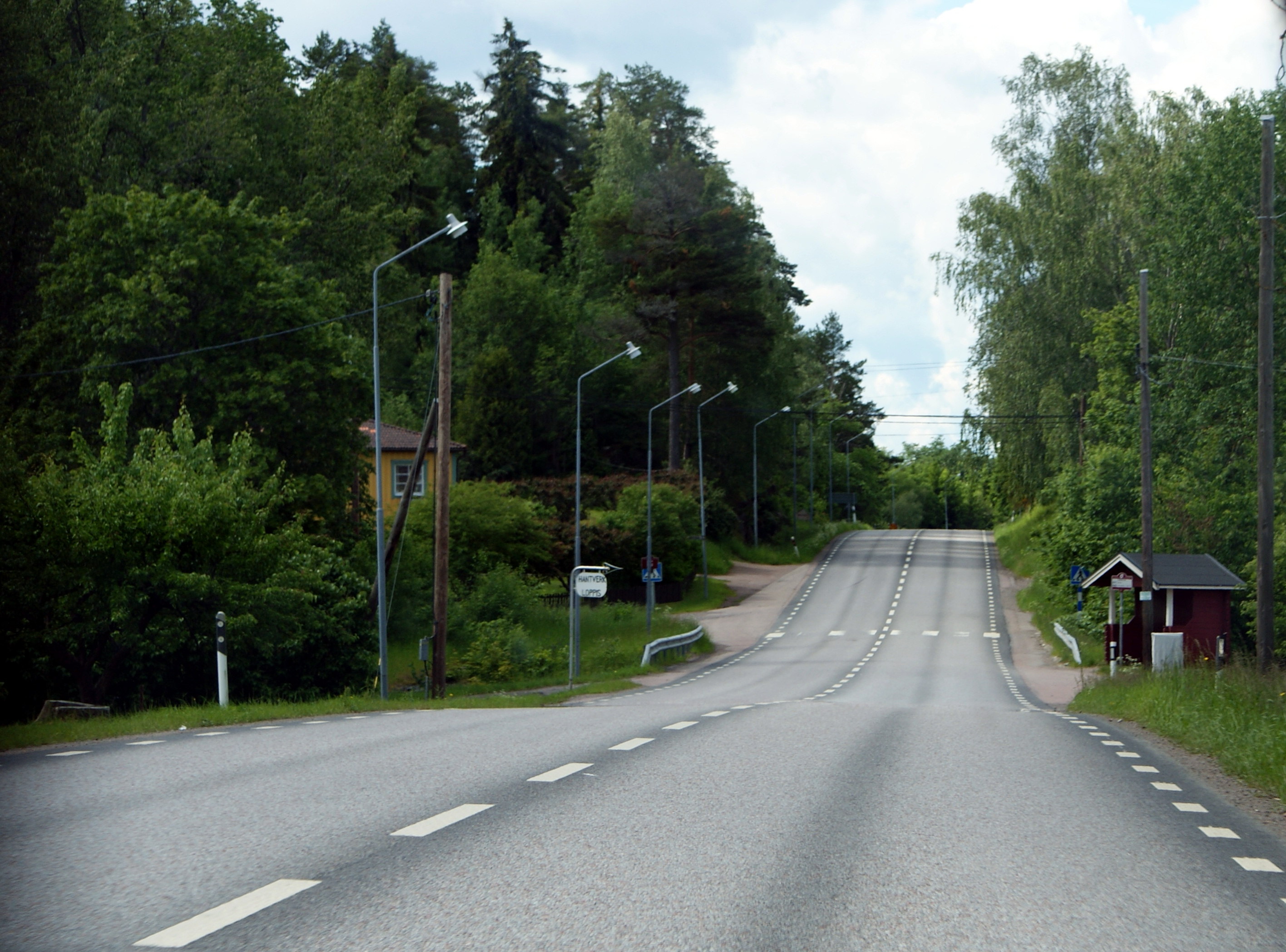

Lejsta is een plaats in de gemeente Uppsala in het landschap Uppland en de provincie Uppsala län in Zweden. De plaats heeft 105 inwoners (2005) en een oppervlakte van 25 hectare.